# Крымов, Василий Иванович
Василий Иванович Крымов (1910—1951) — командир 76-мм орудия 838-го стрелкового полка (237-я стрелковая дивизия, 1-я гвардейская армия, 1-й Украинский фронт, впоследствии 18-я армия, 4-й Украинский фронт), старший сержант.

## Биография
Василий Иванович Крымов родился в крестьянской семье в посёлке Брусово Вышневолоцкого уезда Тверской губернии (ныне — в Удомельском районе Тверской области). Окончил 4 класса школы. Работал в колхозе.
В 1942 году Брусиловским райвоенкоматом Калининской области был призван в ряды Красной армии. С мая 1944 года на фронтах Великой Отечественной войны.
В бою за хутор Думка возле города Тлумач сержант Крымов 21 июля 1944 года выкатил своё орудие на открытую позицию и разбил 2 пулемётных точки, мешавших продвижению пехоты. В бою за город Болехов 5 августа 1944 года Крымов огнём орудия разбил наблюдательный пункт противника и уничтожил 6 солдат противника. Приказом по 237 стрелковой дивизии от 7 сентября 1944 года он был награждён орденом Славы 3-й степени.
10 декабря 1944 года в Чехословакии при отражении контратаки противника вблизи населённого пункта Челевце (28 км юго-восточнее города Кошице) командир 76-мм орудия старший сержант Крымов артиллерийским огнём уничтожил свыше 10 солдат противника. 22 декабря 1944 года в бою за населённый пункт Жданя в Словакии его расчет подавил пулемётную точку и уничтожил 5 солдат противника. Приказом по 18-й армии от 22 января 1945 года он был награждён орденом Славы 2-й степени.
В боях в Силезском воеводстве Польши севернее города Бельско-Бяла старший сержант Крымов, находясь в боевых порядках пехоты, огнём орудия вывел из строя пулемётную точку, разбил НП и уничтожил свыше отделения солдат противника. В бою у населённого пункта Выграбовице (8,5 км западнее Бельско-Бяла) 13 февраля 1945 года расчет отразил 3 контратаки противника. Заменив выбывшего из строя наводчика, Крымов метким огнём рассеял до взвода солдат противника, подавил 3 пулемётные точки. Указом Президиума Верховного Совета СССР от 29 мая 1945 старший сержант Крымов был награждён орденом Славы 1-й степени.
В 1946 году старший сержант Крымов был демобилизован. Вернулся на родину, работал в поселковом магазине.
Был осужден за совершение хозяйственного преступления. Василий Иванович Крымов трагически погиб во время отбывания срока заключения в Вытегорлаге 9 сентября 1951 года.

## Память
- Похоронен в городе Вытегра Вологодской области.